# Braga (Familienname)
Braga ist ein Familienname aus dem portugiesischen Sprachraum.

## Herkunft und Bedeutung
Braga ist ein Herkunftsname, der sich vor allem nach der portugiesischen Großstadt Braga ableitet.

## Namensträger
- Abel Braga (* 1952), brasilianischer Fußballspieler
- Ademar da Silva Braga (* 1945), brasilianischer Fußballtrainer
- Ademilson Braga Bispo Junior (* 1994), brasilianischer Fußballspieler
- Aguinaldo Braga de Jesus (* 1974), brasilianisch-mazedonischer Fußballspieler
- Alberto Braga (1929–2004), brasilianischer Sportschütze
- Alice Braga (* 1983), brasilianische Schauspielerin
- Antonio Braga (1929–2009), italienischer Komponist und Musikpädagoge
- António de Sousa Braga (1941–2022), portugiesischer Ordensgeistlicher, Bischof von Angra
- Antônio de Sousa Braga, brasilianischer Großgrundbesitzer und Politiker
- Brannon Braga (* 1965), US-amerikanischer Drehbuchautor und Filmproduzent
- Carlo Braga (1889–1971), italienischer Ordenspriester und Missionar
- Carlos Braga (* 1920), portugiesischer Segler
- Daniela Braga (* 1992), brasilianisches Model
- Emília dos Santos Braga (1867–1949), portugiesische Malerin
- Ernani Braga (1888–1948), brasilianischer Komponist, Pianist und Dirigent
- Francisco Braga (1868–1945), brasilianischer Komponist
- Gaetano Braga (1829–1907), italienischer Komponist und Cellist
- Gilberto Braga (1945–2021), brasilianischer Drehbuchautor
- Gioia Marconi Braga (1916–1996), britisch-italienische Mäzenin
- Guilherme Braga (1845–1874), portugiesischer Dichter
- Hermine Braga-Jaff (1857–1940), Opernsängerin und Gesangspädagogin
- Jair Braga (1954–2004), brasilianischer Radrennfahrer
- João Braga (* 1945), portugiesischer Fadosänger
- João Francisco Braga (1868–1937), Erzbischof von Curitiba
- Joao Marcelo Alvarenga Braga (* 1971), brasilianischer Botaniker
- Joly Braga Santos (1924–1988), portugiesischer Komponist und Dirigent
- Jonathan P. Braga, (* 1969), US-amerikanischer Generalleutnant
- Jorge Braga de Macedo (* 1946), portugiesischer Wirtschaftswissenschaftler und Politiker
- José Braga (Paläoanthropologe) (* 1967), französischer Paläoanthropologe
- José Braga (Radsportler) (* 1993), brasilianischer Radrennfahrer
- Lúcia Braga (1934–2020), brasilianische Politikerin
- Manoel Braga (1902–??), brasilianischer Sportschütze
- Marcos Braga (* 1960), brasilianischer Tennisspieler
- Mestre Braga (* 1957), brasilianischer Kampfsportler
- Milton Braga (* 1954), brasilianischer Wasserspringer
- Nilo Murtinho Braga (1903–1975), brasilianischer Fußballspieler
- Otávio Braga (* 1973), brasilianischer Fußballspieler
- Pablo Braga (1973–2006), argentinischer Sänger und Gitarrist
- Paulo Braga (Pianist) (Paulo Braga Guimarães; * 1963), brasilianischer Pianist, Arrangeur, Komponist und Musikpädagoge
- Paulo Braga (Schlagzeuger) (* 1942), brasilianischer Schlagzeuger und Komponist
- Rubem Braga (1913–1990), brasilianischer Journalist
- Sônia Braga (* 1950), brasilianische Schauspielerin
- Teófilo Braga (1843–1924), portugiesischer Literaturwissenschaftler und Politiker
- Thiago Braga de Oliveira (* 1988), deutsch-brasilianischer Schauspieler
- Torben Braga (* 1991), deutscher Burschenschafter und Politiker (AfD)
- Wilson Braga (1931–2020), brasilianischer Politiker